# Mastín italiano
El mastín italiano o cane corso es una raza de perro originaria de Italia, perteneciente al grupo 2 de la FCI y molosoide de tipo dogo. Es de talla grande.
En el entorno familiar es muy protector y tolerante especialmente con los niños, pero es imprescindible que se realice un proceso de sociabilización durante sus primeros meses de vida.
En la antigüedad, el mastín italiano se usaba para proteger el ganado en los campos italianos. Actualmente es una raza polivalente, provista de una gran inteligencia pudiendo desempeñarse como perro guardián, policía, de caza y de compañía al tener un gran apego a sus dueños.
Se le considera como peligroso en algunos países, debido a sus características físicas.

## Historia

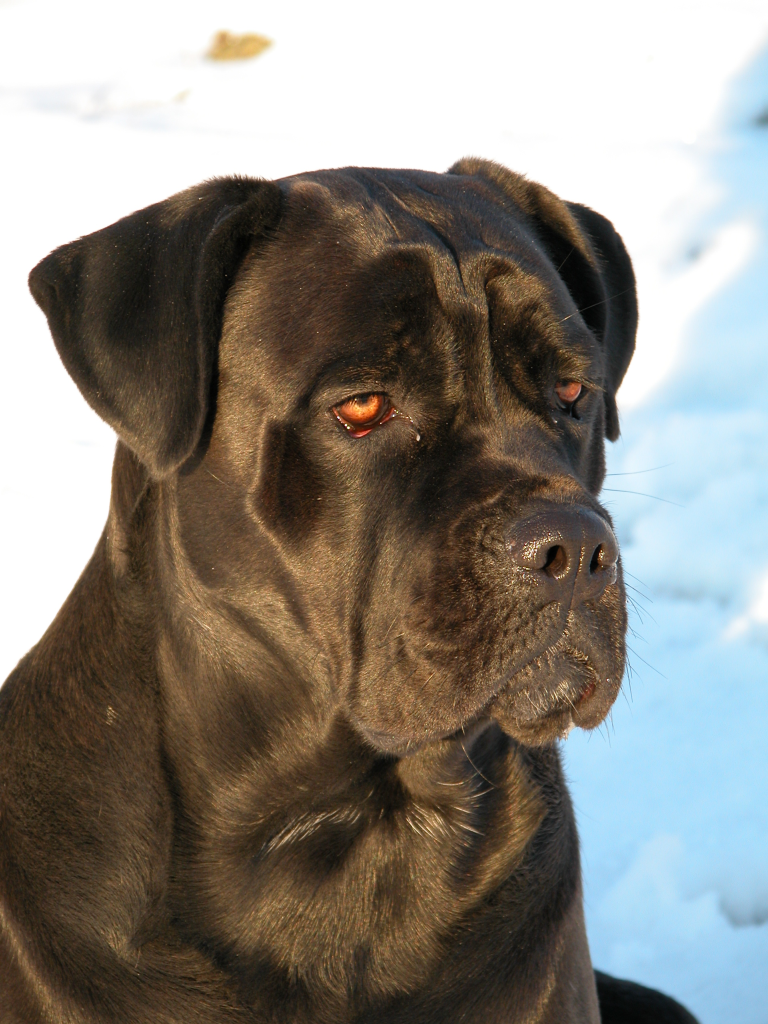
Característica de la cabeza cuboide del Cane Corso

El cane corso desciende directamente del Canis pugnax de la Antigua Roma.
Fuertes, resistentes y disuasorios, estos perros se emplearon en guerras. Los romanos por ejemplo los incluían en primera línea de batalla junto a los legionarios[cita requerida]. Los primeros registros de la raza datan del siglo XVI, época en la que el mastín italiano se usó para cazar jabalíes y para guardar granjas y corrales.
En el pasado, el cane corso se utilizó como perro boyero, así como también en la caza mayor e incluso, como escolta en los viajes largos de comerciantes debido a su fuerte carácter y su imponente apariencia. Por toda la región meridional de Italia el cane corso fue muy difundido, sobre todo por Calabria, Puglia, Lucania y Sannia[cita requerida]. 
Su decidido y feroz aspecto además de su estructura fuerte demuestra estar en orden con su nombre, ya que corso quiere decir potente, fuerte, moloso, robusto e imponente y sin duda alguna estas son sus principales características. Otros expertos le otorgan el origen de su nombre a la palabra en latín cohors que significa guardián o al griego kórtos que va referido a la característica de vigilar personas y animales[cita requerida].
Hace unos pocos años se descubrió la más antigua documentación donde se cita al cane corso y donde el origen de su nombre consistía en diferentes poemas escritos en versos y en prosa. En 1998 aproximadamente se publicó unos estudios realizados a la raza que resaltó el uso militar dado al cane corso. Lo que refleja que este perro se ha mantenido con sus características propias y únicas a pesar de los años[cita requerida].
Fuera de Italia se conoce muy poco sobre el cane corso; de hecho, en su país de origen se mantuvo durante años a esta raza ignorada y olvidada. Es entonces el profesor Giovanni Bonatti hizo referencia a este perro para que un grupo de aficionados trataran de recuperar a la raza y además, darla a conocer dentro y fuera de su país de origen.
En la actualidad el cane corso ha ido cambiando su función y a día de hoy es el gran guardián de la familia.

## Descripción
Según el estándar, su tamaño a la cruz es de 64 a 68 cm en los machos y entre 60 y 64 cm en las hembras. Presenta un peso entre 45 y 50 kg en los machos y entre 40 y 45 kg en las hembras.
Pero dado que la raza va evolucionando, es más común encontrar ejemplares que superan estas medidas, tanto en tamaño +/- 2 cm. así como en el peso donde la diferencia es mucho mayor.
Colores, se aceptan ser Negro, gris claro, gris atigrado, atigrado, cervato con máscara gris (formentino), cervato con máscara negra (fawn). Pequeñas manchas blancas aceptadas en pies, pecho y hocico. Negro, gris plomo, gris pizarra, leonado claro, leonado oscuro, atigrado o rojo cervato. 
Cabeza grande y típicamente molosa. Los ejes longitudinales superiores del cráneo y del hocico son ligeramente convergentes, sin arrugas evidentes. 
Región craneal amplia en los arcos cigomáticos, el ancho es igual a la longitud. Convexo adelante, se vuelve plano detrás de la frente hasta el occipucio. El surco medial-frontal es visible, comenzando en el stop y terminando aproximadamente a la mitad del cráneo. Stop: Bien definido, con senos frontales prominentes. 
Región facial: Trufa Negra. Con una máscara gris la trufa puede tener un color del mismo matiz. Nariz grande con amplias fosas nasales bien abiertas. Colocada en la misma línea que el puente nasal. Hocico: Fuerte, cuadrado, notablemente más corto que el cráneo, la relación hocico: cráneo es aproximadamente 1: 2. La parte delantera del hocico es plana; las superficies laterales son paralelas; el hocico es igual de ancho como su largo. Visto de lado es profundo. El perfil de la caña nasal es recto. Labios: Los labios superiores, vistos de frente, forman una "U" invertida en su unión; visto desde el lado cuelgan moderadamente. Cubren la mandíbula inferior y determinan el perfil de la parte inferior del hocico. Mandíbulas / Dientes: Las mandíbulas son muy grandes, gruesas y curvadas. Ligeramente prognática pero no más de 5 mm. Mordida nivelada tolerada pero no buscada. Mejillas: La región masetera es evidente, pero no protuberante. Ojos: De tamaño mediano, ligeramente sobresalientes, pero nunca algo exagerado. Forma casi ovoide, bien separados en una posición casi sub-frontal. Párpados ajustados. El color del iris lo más oscuro posible, pero de acuerdo con el color del pelaje. Expresión entusiasta y atenta. Orejas: Triangulares, caídas, de tamaño mediano. Con una amplia inserción muy por encima de los arcos cigomáticos. Orejas sin amputar. 
Cuello fuerte, musculoso, del mismo largo que la cabeza. 
Cuerpo es un poco más largo que su altura a la cruz. Construcción robusta pero no cuadrada. (El largo del perro es 11% mayor que su altura). La longitud de la cabeza alcanza el 36% de su altura a la cruz. Es ágil, fuerte y musculado sin ser pesado.Cruz: Pronunciada, elevándose por encima del nivel de la grupa. Dorso: Recto, muy musculoso y firme. Lomo: Corto y fuerte. Grupa: Larga y ancha, ligeramente inclinada. Pecho: Bien desarrollado hasta alcanzar el nivel del codo.  
Cola natural, insertada más bien alta; muy ancha en su base. Durante el movimiento la lleva hacia arriba, pero nunca erecta o curvada. 
Extremidades de miembros anteriores: Hombros: Largos, oblicuos, muy musculosos. Brazo: Fuerte. Antebrazo: Recto, muy fuerte. Carpo: elástico. Metacarpo: elástico y ligeramente inclinado. Pies anteriores: Pie de gato. 
Miembros posteriores: Muslo: Largo, ancho, con la línea posterior convexa. Pierna: Fuerte, no carnosa. Rodilla: Sólida, moderadamente angulada. Corvejón: Moderadamente angulado. Metatarso: Grueso y seco. Pies posteriores: Un poco menos compactos que los anteriores. 
Movimiento: Pasos largos, trote extendido; el movimiento preferido es el trote. 
Piel gruesa, más bien ajustada.

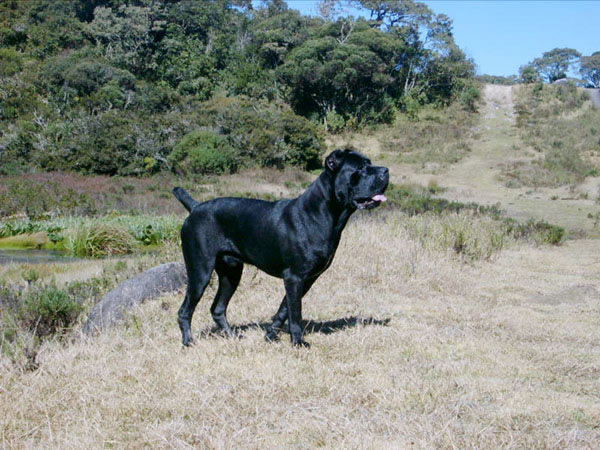
Cane corso negro
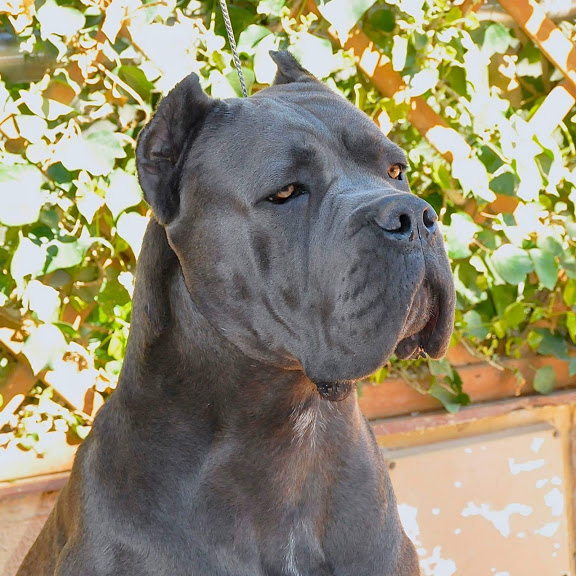
Cane corso gris claro
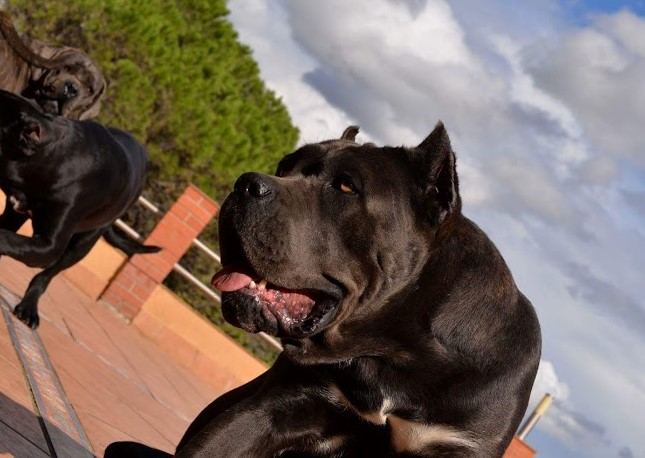
Cane Corso gris oscuro
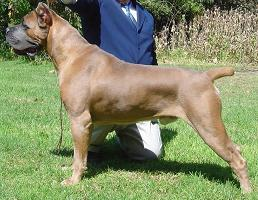
Cane Corso formentino
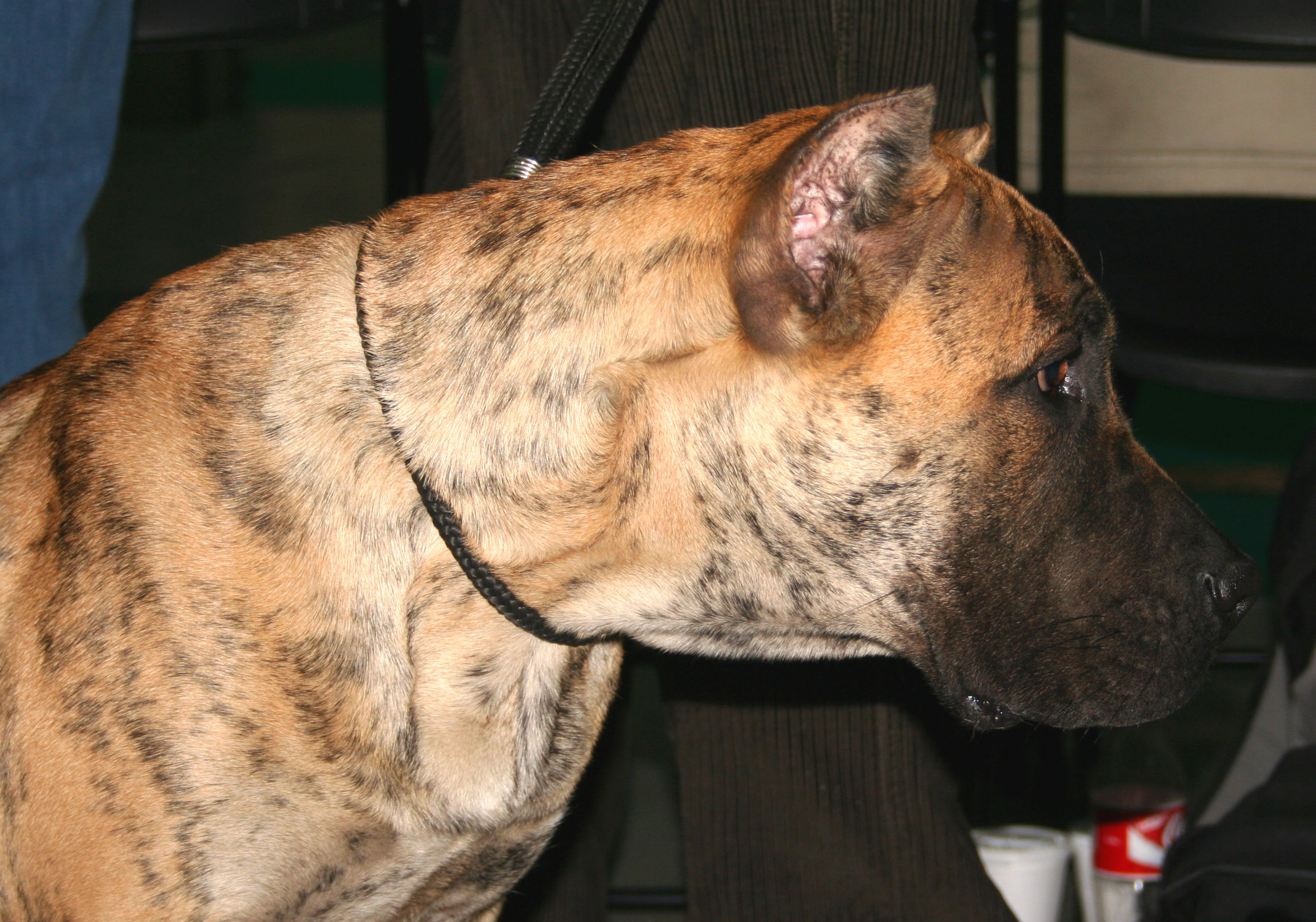
Cane Corso fawn
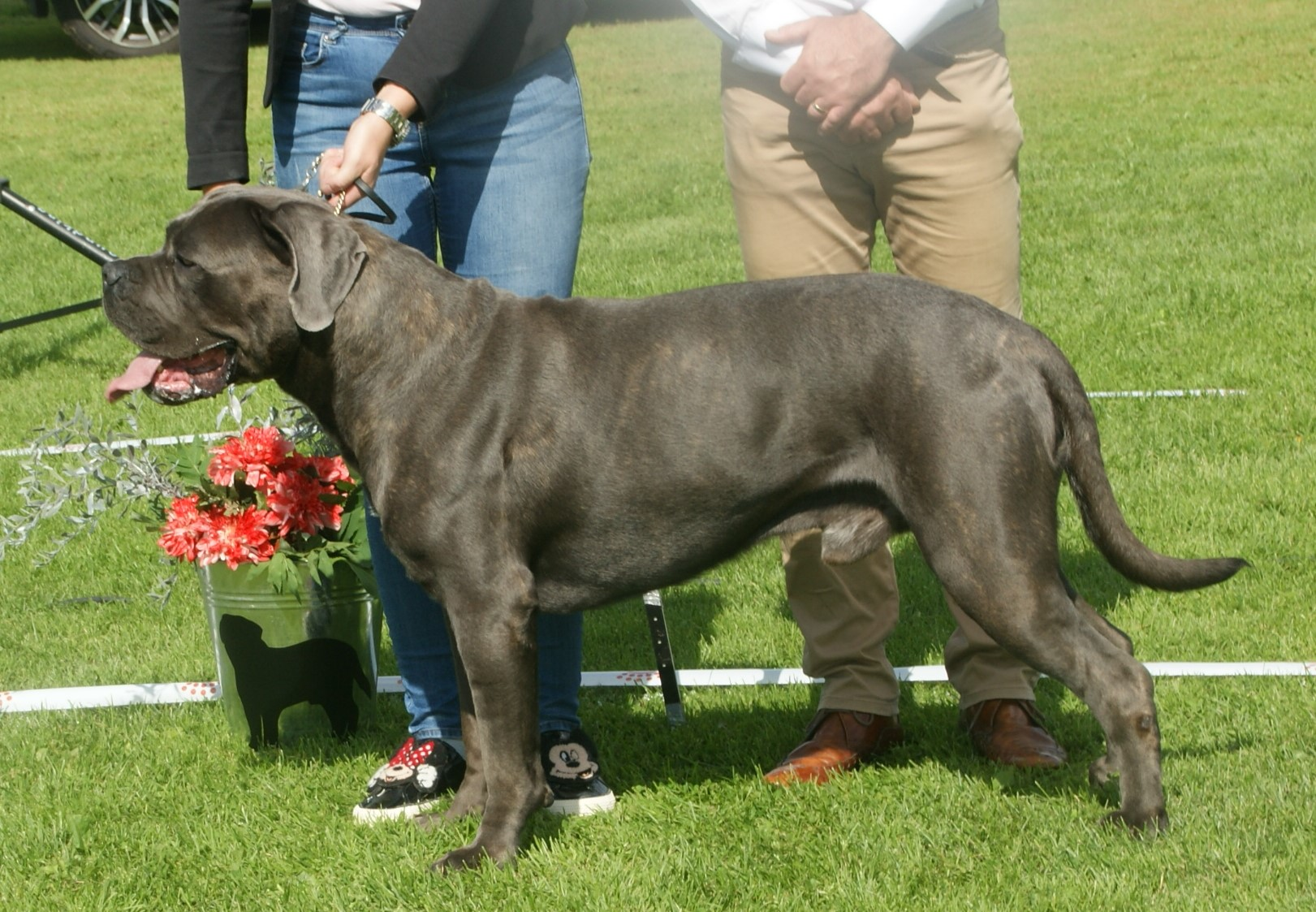
Cane Corso gris atigrado
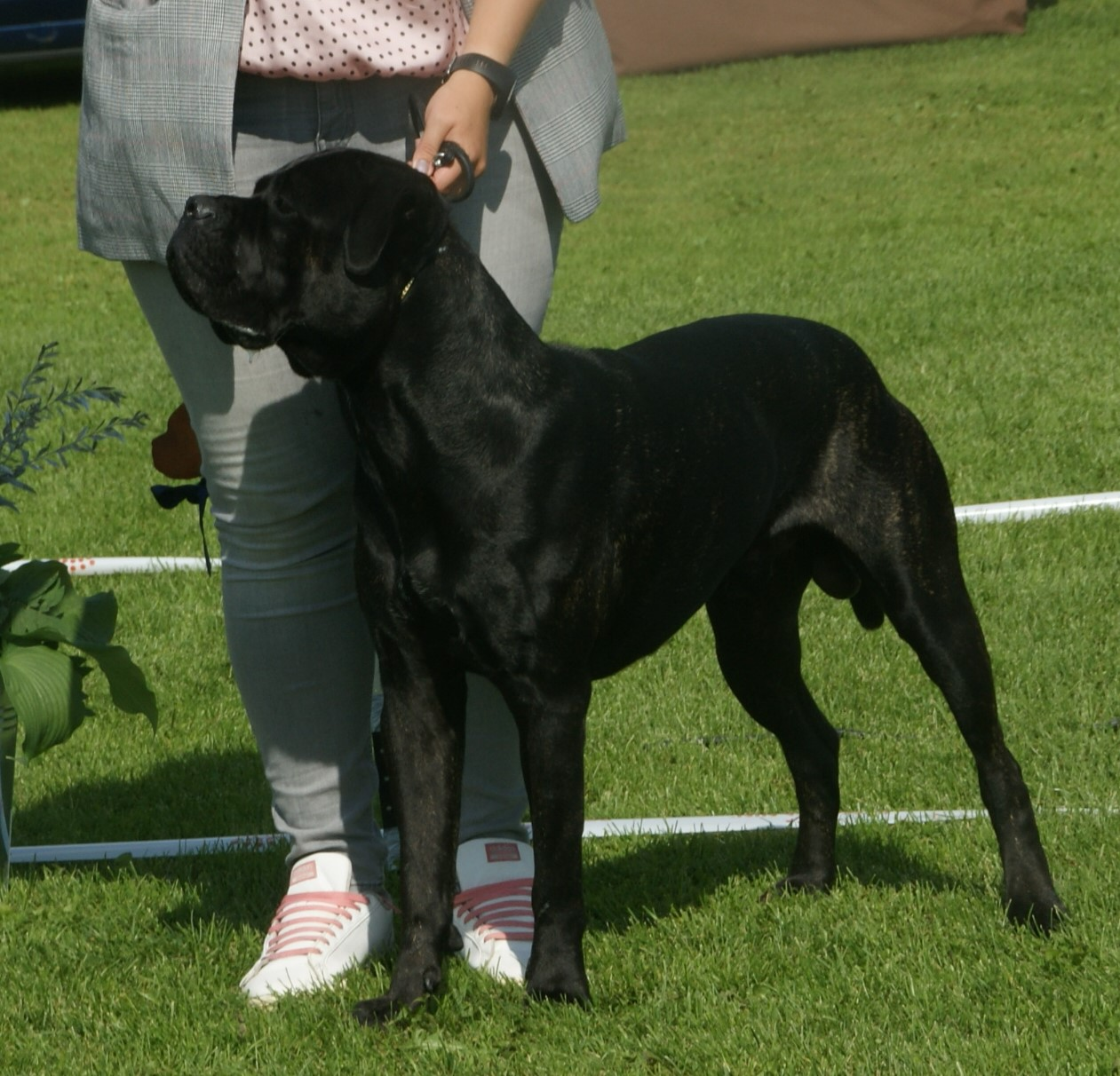
Cane Corso atigrado
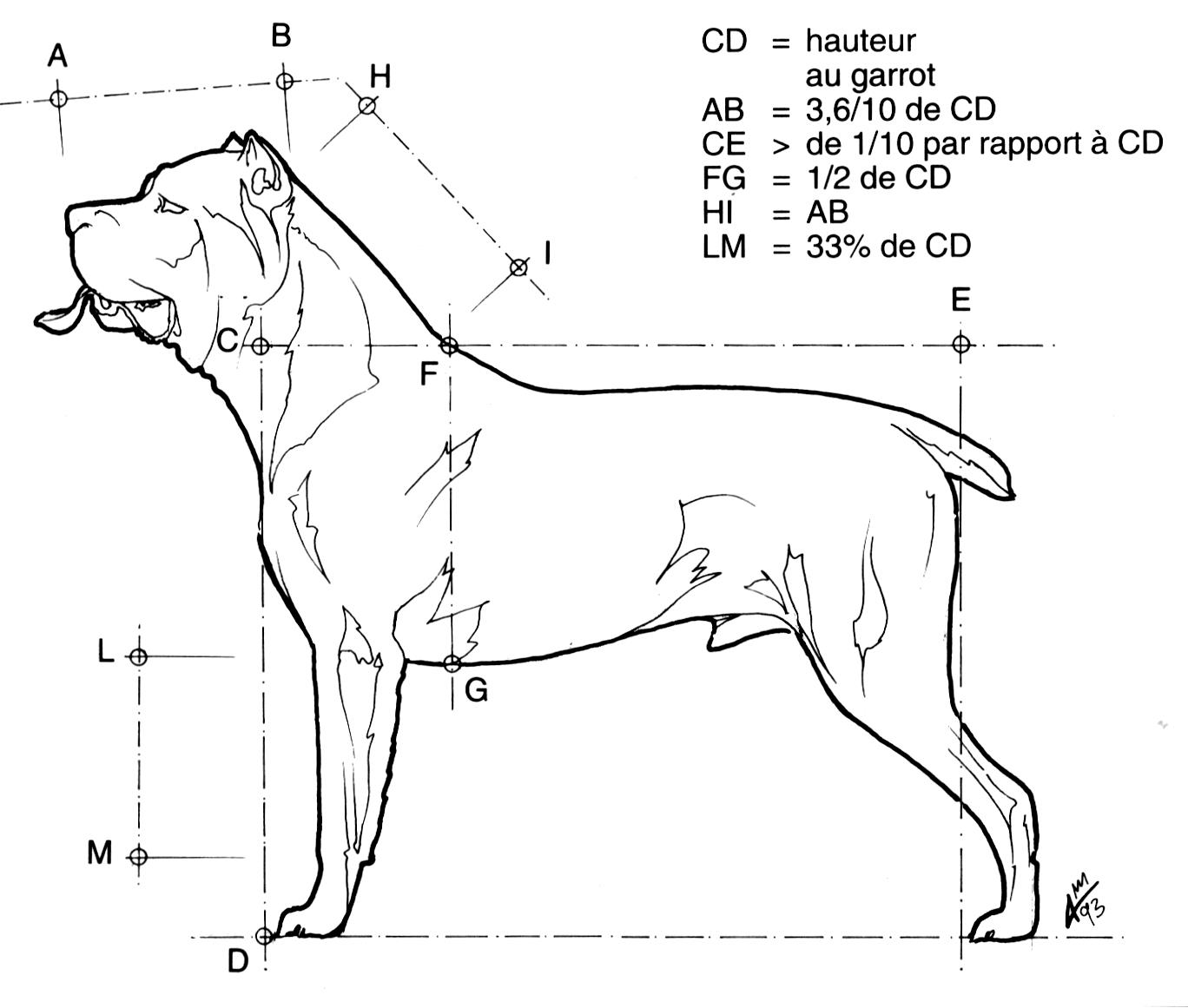
Medidas
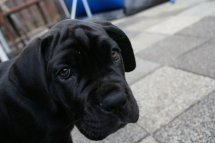
Cachorro negro
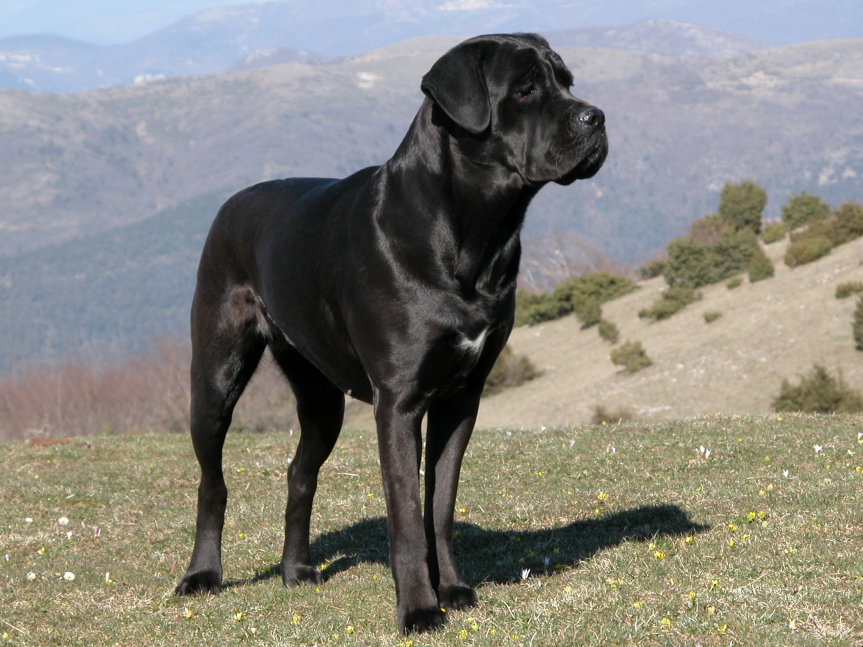
Cane Corso negro
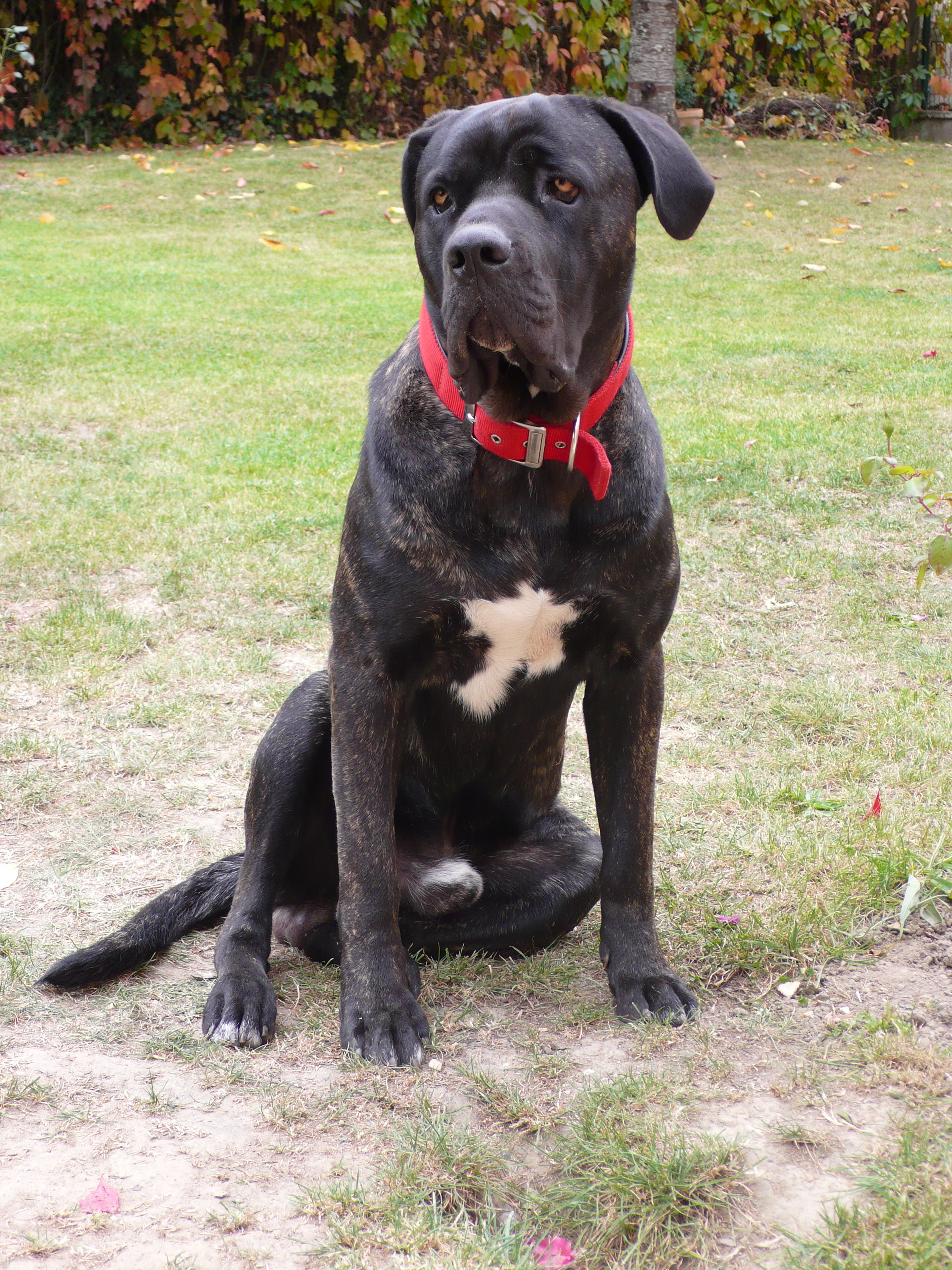
Cane Corso atigrado

## Comportamiento
El mastín italiano es valiente y equilibrado. Tiene un temperamento bastante dócil. El cane corso es uno de los animales con mayor índice de inteligencia que se conoce.
Con los dueños y los niños de la casa se muestra calmo y fiel, es muy inteligente y protector. Si el entrenamiento es el adecuado, aprende bien.
El vínculo que el cane corso crea con sus dueños y familiares es muy bueno, sobre todo con los niños o con los ancianos, entonces se dedica a cuidarlos y protegerlos en todo momento mientras le sea posible.
Puede ser idóneo proteger a la familia, un ganado o hasta una propiedad, no es un perro nervioso ni agresivo si se lo entrena bien[cita requerida].

## Salud

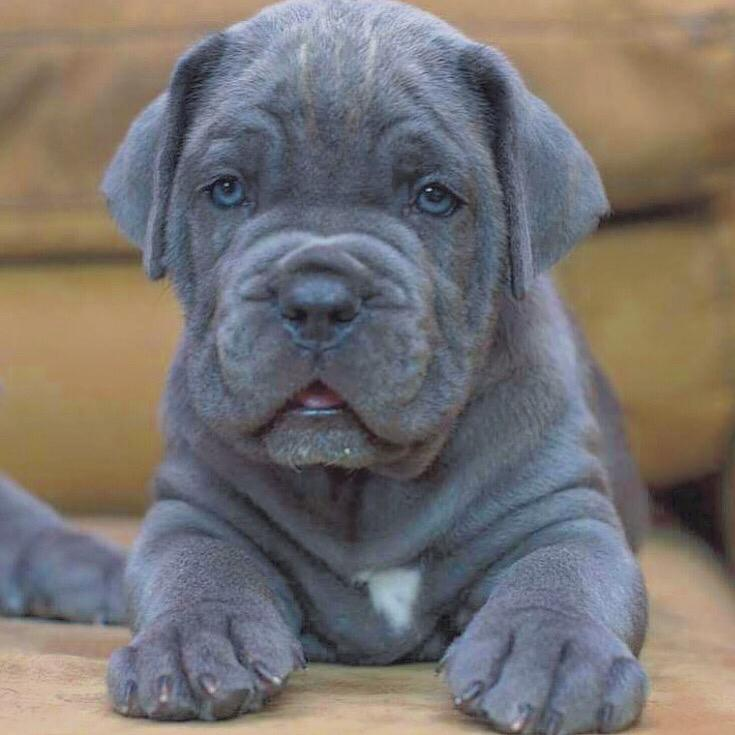
Cachorro de Cane Corso gris.

Debido a su tamaño, el cane corso puede verse afectado por la  displasia de cadera o por la displasia de codo. También puede tener problemas de entropión, ectropión e hiperplasia vaginal en las hembras. Puede llegar a vivir entre 10 y 11 años.

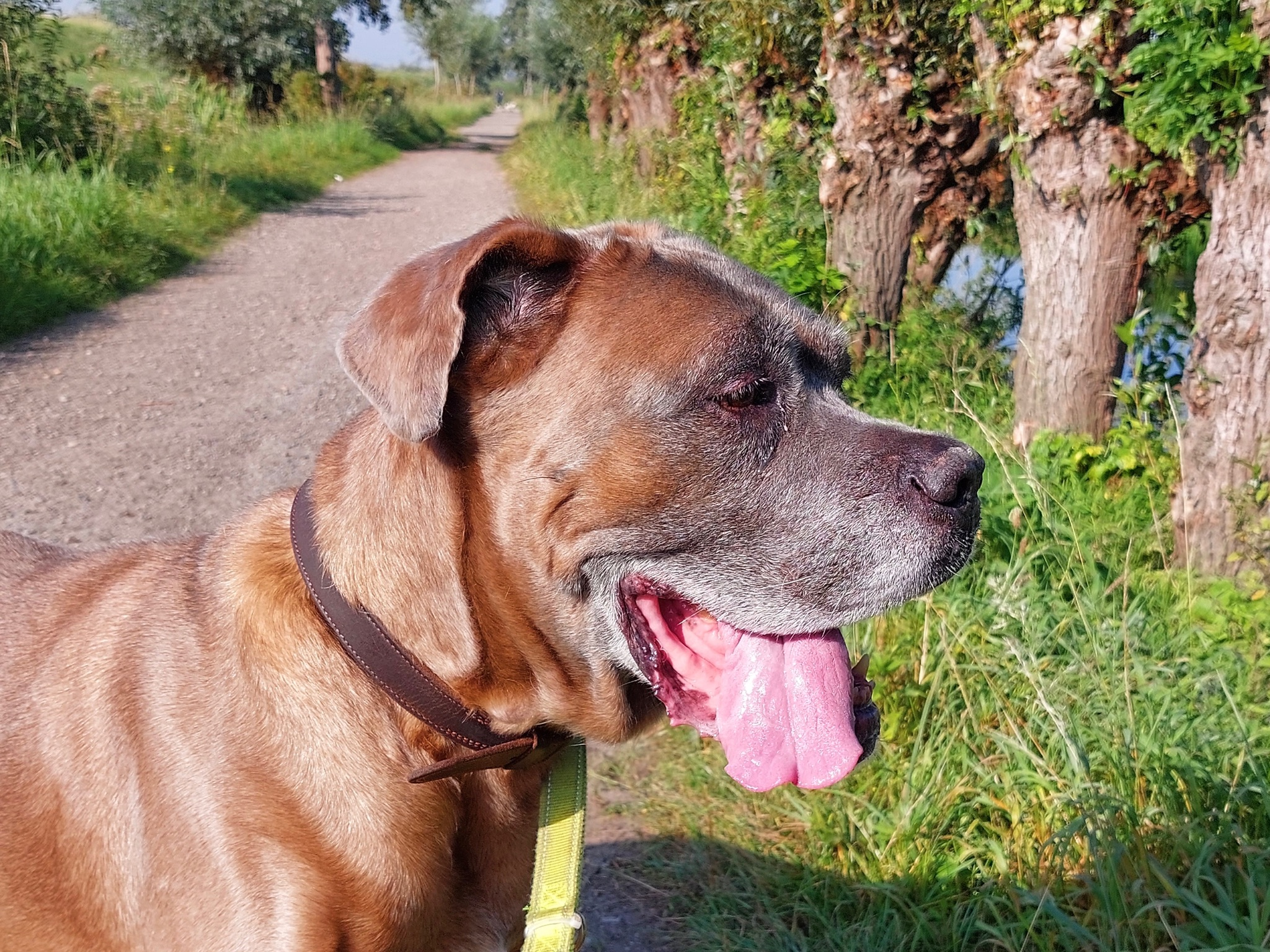
Cane corso, 11 años

El nivel de limpieza e higiene que tiene un cane corso en su boca se encuentra relacionado estrechamente con la posibilidad de desarrollar o no la enfermedad periodontal, que puede ocasionarle algunas pérdidas de piezas dentales que inevitablemente genera consigo una serie de consecuencias más relacionadas con su salud así como otras patologías un poco más graves como cardíacas, renales o hepáticas.
El mastín italiano tiene un nivel de energía medio/bajo, por lo que puede vivir en apartamentos siempre y cuando se le den 3 a 4 paseos diarios. Si se dispone de aún más espacio como un jardín,pero eso no exime de hacer las salidas de paseo que le corresponden.
Dado que es muy inteligente, se deben realizar juegos que estimulen esa capacidad, así como las relacionadas con el olfato y el ejercicio. Aunque no pierde mucho pelo y lo tiene corto, es positivo para el cane corso un cepillado suave 3 veces a la semana, de esta manera se puede retirar el pelo muerto y al darle ese masaje se afianzará más el vínculo.